# 1.º Batallón de Aspirantes de la Luftwaffe
El 1.º Batallón de Aspirantes de la Luftwaffe (1. Fluganwärter-Bataillon) fue un Batallón de aspirantes de la Luftwaffe durante la Segunda Guerra Mundial.

## Historia
Fue formado en octubre de 1942 en St. Brieuc, a partir del Batallón de Aspirantes de la Luftwaffe Monte Rosa. El 26 de abril de 1943 es redesignado I Batallón/90.º Regimiento Aéreo.

## Comandantes
- Coronel Gneomar von Natzmer - (octubre de 1942 - 26 de abril de 1943)